# Forever King
Forever King – ósmy mixtape amerykańskiego rapera 50 Centa. Album ten dedykowany był pamięci Michaela Jacksona.

## Lista utworów
| Nr | Tytuł                         | Czas |
| -- | ----------------------------- | ---- |
| 1  | "I'm Paranoid"                | 3:24 |
| 2  | "Respect It or Check It"      | 4:43 |
| 3  | "Suicide Watch"               | 3:41 |
| 4  | "Things We Do"                | 3:08 |
| 5  | "Get The Money"               | 5:01 |
| 6  | "Funny How Time Flies"        | 3:52 |
| 7  | "If U Leaving, Then Leave..." | 5:13 |
| 8  | "Dreaming"                    | 4:38 |
| 9  | "Michael Jackson Freestyle"   | 2:29 |
| 10 | "London Girl Pt. 2"           | 2:47 |
| 11 | "Touch Me"                    | 3:49 |
| 12 | "Put That Work In"            | 1:48 |

## Sample
"I'm Paranoid" 
- Instrumental z "Heaterz" - Wu-Tang Clan, oryginalny sampel "Giving Up" - Gladys Knight & the Pips.

"Suicide Watch" 
- "Suicidal Thoughts" - The Notorious B.I.G.

"Things We Do" 
- "The Things that You - (Bad Boy Remix)" - Gina Thompson featuring Missy Elliott.

"Get The Money" 
- "One for the Money" - Horace Brown.

"Funny How Time Flies" 
- "Funny How Time Flies" - Intro.

"If You Leaving, Then Leave.." 
- "You Called & Told Me" - Jeff Redd.

"Dreaming"
- "Dreaming" - Christopher Williams.

"Michael Jackson Freestyle" 
- "I Wanna Be Where You Are" - Michael Jackson.

"Touch Me" 
- "Touch Me, Tease Me" - Case featuring Foxy Brown & Mary Jane Blige.